# Illangelo
Carlo Montagnese connu sous le pseudonyme Illangelo, né le 29 juillet 1987 est un producteur musical canadien. Il collabore avec plusieurs artistes dont The Weeknd, Post Malone, Wiz Khalifa, Drake et Lady Gaga.

## Biographie
Illangelo grandi à Calgary, dans la province d'Alberta. Après avoir fait de la musique pendant huit ans, il déclare : « Je suis arrivé à un point où je me suis rends compte que je ne vais pas atteindre l'objectif de ce que je veux faire de ma vie. J'ai réalisé que je dois aller à Toronto ».